# カナン・ムーディ
カナン・ムーディ（Canan Moodie、2002年11月5日 - ）はユナイテッド・ラグビー・チャンピオンシップ、シャークスに所属するラグビーユニオン選手。

## プロフィール
- 南アフリカ・パール出身[1]。
- ポジションはウィング(WTB)、フルバック(FB)。
- 身長 190cm、体重 89kg
- 南アフリカ代表キャップは10（2024年2月現在）でラグビーワールドカップ2023の南アフリカ代表に選ばれた[2]。

## 略歴
ブルー・ブルズを経て、2021年、ブルズに加入。 